# Deokgok-myeon, Hapcheon-gun
Deokgok-myeon (koreanska: 덕곡면)är en socken i Sydkorea. Den ligger i kommunen Hapcheon-gun i provinsen Södra Gyeongsang, i den centrala delen av landet, 250 km söder om huvudstaden Seoul.